# 香港特別行政區第三屆政府
香港特別行政區第三屆政府是2007年7月1日至2012年6月30日曾蔭權出任第三屆香港特別行政區行政長官時其領導下的香港特別行政區政府，又稱第二任曾蔭權政府。曾蔭權在2007年行政長官選舉以649票當選，2007年4月2日獲中華人民共和國國務院任命，7月1日宣誓。
根據全國人大常委會2005年4月27日的釋法，補選的行政長官任期為前任餘下的任期，故本次任期為曾蔭權的第二任期，不能在2012年行政長官選舉競逐連任。
第三屆政府承接過去數年經濟發展，股市創新高，恒生指數於2007年10月30日升上31,958.41點的歷史新高，及後金融海嘯爆發令香港經濟陷入低迷，政府推出十大建設計劃刺激香港經濟，後期政府放任樓價高企，拒絕復建居屋，令市民不滿。
政治方面，政府重組決策局，改以三司十二局架構，成功推行政制改革，但否決2012年雙普選。立法會遞補機制於立法會通過。
社會方面，政府定立最低工資，並且將九年免費教育擴展至十二年，長者及合資格殘疾人士公共交通票價優惠計劃亦於第三屆政府開始推行。
受惠於2008年北京奧運，陸港關係達到高峰，但由於特區政府開放一簽多行，水貨客及雙非問題浮現，加上第三屆政府結束前夕開展德育及國民教育科工作，中港矛盾開始出現。

## 主要官員
| 職位                 | 閣員     | 閣員     | 上任          | 離任          | 政黨     | 前職                                     |          |          |          |
| 政府首長             | 政府首長 | 政府首長 | 政府首長      | 政府首長      | 政府首長 | 政府首長                                 | 政府首長 | 政府首長 | 政府首長 |
| -------------------- | -------- | -------- | ------------- | ------------- | -------- | ---------------------------------------- | -------- | -------- | -------- |
| 行政長官             |          | 曾蔭權   | 2007年7月1日  | 2012年6月30日 | 無黨籍   | 連任                                     |          |          |          |
| 司級官員             |          |          |               |               |          |                                          |          |          |          |
| 政務司司長           |          | 唐英年   | 2007年7月1日  | 2011年6月30日 | 無黨籍   | 財政司司長                               |          |          |          |
| 政務司司長           |          | 林瑞麟   | 2011年9月30日 | 2012年6月30日 | 無黨籍   | 政制及內地事務局局長                     |          |          |          |
| 財政司司長           |          | 曾俊華   | 2007年7月1日  | 梁振英政府    | 無黨籍   | 行政長官辦公室主任                       |          |          |          |
| 律政司司長           |          | 黃仁龍   | 2007年7月1日  | 2012年6月30日 | 無黨籍   | 留任                                     |          |          |          |
| 決策局               |          |          |               |               |          |                                          |          |          |          |
| 公務員事務局局長     |          | 俞宗怡   | 2007年7月1日  | 2012年6月30日 | 無黨籍   | 留任                                     |          |          |          |
| 政制及內地事務局局長 |          | 林瑞麟   | 2007年7月1日  | 2011年9月30日 | 無黨籍   | 留任                                     |          |          |          |
| 政制及內地事務局局長 |          | 譚志源   | 2011年9月30日 | 梁振英政府    | 無黨籍   | 行政長官辦公室主任                       |          |          |          |
| 教育局局長           |          | 孫明揚   | 2007年7月1日  | 2012年6月30日 | 無黨籍   | 房屋及規劃地政局局長                     |          |          |          |
| 環境局局長           |          | 邱騰華   | 2012年7月1日  | 2017年6月30日 | 無黨籍   | 政府新聞處處長                           |          |          |          |
| 食物及衛生局局長     |          | 周一嶽   | 2007年7月1日  | 2012年6月30日 | 無黨籍   | 衛生福利及食物局局長                     |          |          |          |
| 民政事務局局長       |          | 曾德成   | 2007年7月1日  | 梁振英政府    | 無黨籍   | 中央政策組全職顧問                       |          |          |          |
| 勞工及福利局局長     |          | 張建宗   | 2007年7月1日  | 梁振英政府    | 無黨籍   | 經濟發展及勞工局常任秘書長（勞工）       |          |          |          |
| 保安局局長           |          | 李少光   | 2007年7月1日  | 2012年6月30日 | 無黨籍   | 留任                                     |          |          |          |
| 運輸及房屋局局長     |          | 鄭汝樺   | 2007年7月1日  | 2012年6月30日 | 無黨籍   | 經濟發展及勞工局常任秘書長（經濟發展）   |          |          |          |
| 商務及經濟發展局局長 |          | 馬時亨   | 2007年7月1日  | 2008年7月11日 | 無黨籍   | 財經事務及庫務局局長                     |          |          |          |
| 商務及經濟發展局局長 |          | 劉吳惠蘭 | 2008年7月14日 | 2011年4月11日 | 無黨籍   | 商務及經濟發展局常任秘書長（通訊及科技） |          |          |          |
| 商務及經濟發展局局長 |          | 蘇錦樑   | 2011年6月28日 | 梁振英政府    | 民建聯   | 商務及經濟發展局副局長                   |          |          |          |
| 發展局局長           |          | 林鄭月娥 | 2007年7月1日  | 2012年6月30日 | 無黨籍   | 民政事務局常任秘書長                     |          |          |          |
| 財經事務及庫務局局長 |          | 陳家強   | 2007年7月1日  | 梁振英政府    | 無黨籍   | 消費者委員會主席                         |          |          |          |
| 特定政府部門         |          |          |               |               |          |                                          |          |          |          |
| 警務處處長           |          | 鄧竟成   | 2007年7月1日  | 2011年1月10日 | 無黨籍   | 留任                                     |          |          |          |
| 警務處處長           |          | 曾偉雄   | 2011年1月11日 | 梁振英政府    | 無黨籍   | 警務處副處長（行動）                     |          |          |          |
| 廉政專員             |          | 湯顯明   | 2007年7月1日  | 2012年6月30日 | 無黨籍   | 海關關長                                 |          |          |          |
| 審計署署長           |          | 鄧國斌   | 2007年7月1日  | 2012年6月30日 | 無黨籍   | 留任                                     |          |          |          |
| 海關關長             |          | 袁銘輝   | 2007年7月1日  | 2011年8月31日 | 無黨籍   | 衛生福利及食物局副秘書長                 |          |          |          |
| 海關關長             |          | 張雲正   | 2011年9月1日  | 梁振英政府    | 無黨籍   | 郵政署長                                 |          |          |          |
| 入境事務處處長       |          | 袁銘輝   | 2007年7月1日  | 2008年4月6日  | 無黨籍   | 留任                                     |          |          |          |
| 入境事務處處長       |          | 白韞六   | 2008年4月7日  | 2011年3月28日 | 無黨籍   | 入境事務處副處長                         |          |          |          |
| 入境事務處處長       |          | 陳國基   | 2011年3月29日 | 梁振英政府    | 無黨籍   | 入境事務處副處長                         |          |          |          |
| 行政長官辦公室主任   |          | 陳德霖   | 2007年7月1日  | 2009年7月31日 | 無黨籍   | 渣打銀行亞洲區副主席                     |          |          |          |
| 行政長官辦公室主任   |          | 譚志源   | 2009年8月1日  | 2011年9月29日 | 無黨籍   | 政制及內地事務局副局長                   |          |          |          |
| 行政長官辦公室主任   |          | 梁卓偉   | 2011年9月30日 | 2012年6月30日 | 無黨籍   | 食物及衞生局副局長                       |          |          |          |

### 人事變動
- 2008年4月7日，入境事務處處長黎棟國退休，由白韞六接任。
- 2008年6月12日，商務及經濟發展局局長馬時亨因腦部有血管畸形情況辭職[4]，由劉吳惠蘭接任。
- 2011年1月11日，警務處處長鄧竟成退休，由曾偉雄接任。
- 2011年3月29日，入境事務處處長白韞六退休，由陳國基接任。
- 2011年4月8日，商務及經濟發展局局長劉吳惠蘭因健康理由辭職，由蘇錦樑接任。
- 2011年8月26日，海關關長袁銘輝獲調任為食物及衞生局常任秘書長（衞生），由張雲正接任[5]。
- 2011年9月28日，政務司司長唐英年因準備參選2012年行政長官選舉請辭，由政制及內地事務局局長林瑞麟接任，政制及內地事務局局長一職由譚志源接任。

## 任內施政

### 決策局重組
曾蔭權在2007年5月3日於立法會答問大會上公佈重組政府架構方案（三司十二局），7月1日起正式運作，新增一個決策局——發展局，並對其他決策局架構作出重組。

### 擴大政治問責制
2007年10月17日，香港政府發表《進一步發展政治委任制度報告書》，建議設立副局長及局長政治助理等政治委任職位，協助局長處理政治事務，2008年5月20日及22日公佈第一批獲委任的副局長及政治助理名單。首批任命被指不少人擁有外國國籍，引起爭議，最終他們均放棄外國國籍平息事件。

### 十二年免費教育
2007年10月10日，曾蔭權於2007-08年度香港施政報告宣佈把高中納入免費教育，令免費教育由九年擴展至十二年。

### 十大建設計劃
曾蔭權於2007-08年度香港施政報告提出十項主要基建，包括南港島綫（東段）、沙田至中環線、廣深港高速鐵路、西九文化區、港珠澳大橋等，促進經濟及增加就業機會，但在他2012年卸任後仍在建設中，並且有不少延誤和超支的情況。

### 六大優勢產業
鑑於2007年－2008年環球金融危機，曾蔭權認為香港必須在四大傳統支柱產業（金融業、旅遊業、貿易及物流業、專業服務業）基礎上向其他相應領域擴展，令經濟基礎更多元化。他宣佈一系列新措施，發展六項香港有明顯優勢的產業，包括教育產業、醫療產業、檢測和認證產業、環保產業、創新科技產業、文化及創意產業。

### 置安心資助房屋計劃
曾蔭權於2010-11年度香港施政報告推出置安心資助房屋計劃，政府與香港房屋協會合作，推出5000個單位以市價租予中等收入之市民，租戶在購入其單位或私人市場上的單位時可獲租住期間所繳納淨租金之一半作為資助，以回應社會對房屋的需求。置安心計劃於2012年8月中止。

### 關愛基金
曾蔭權於2010-11年度香港施政報告推出關愛基金，為基層市民提供社會安全網（如綜援）不能提供的多方面支援，並且降低社會仇富情緒。

### 2012年政改諮詢
2007年7月11日特區發表《政制發展綠皮書》，就普選行政長官及普選立法會的模式、路線圖及時間表等，分別提出多個方案諮詢市民。2010年4月14日，政府發表《二零一二年行政長官及立法會產生辦法建議方案》，建議行政長官選舉委員會由800人增加至1200人，立法會分別增加5席地區直選及5席區議會功能界別席位，引起社會激烈討論，最終民主黨和中聯辦會面後獲得部份泛民支持而獲得通過。

### 立法會遞補機制
2010年1月26日，社民連和公民黨五名地區直選立法會議員辭職再參選，變相公投，均成功再當選，政府於2011年5月17日提出條例草案，建由最高票數的落選名單替補，引起爭議。

### 法定最低工資
曾蔭權於2008年-2009年度施政報告宣佈成立最低工資委員會，研究最低工資定立，最終2010年7月17日三讀通過《最低工資條例草案》，並於2011年5月1日正式實施，為時薪28港元。

### $6000計劃
財政司司長曾俊華於2011年2月23日發表2011/12年度財政預算案，建議向所有市民的強積金戶口一次性注入6,000港元，引起社會不滿，結果改為向2012年3月31日前年滿18歲的香港永久性居民一次性發放6000港元。

### 長者及合資格殘疾人士公共交通票價優惠計劃
曾蔭權於2011-12年度香港施政報告，提出長者及合資格殘疾人士使用八達通，以每程HK$2乘搭港鐵一般路線、5間專營巴士公司及渡輪，並於2012年6月28日起陸續實行。

## 任內重要事件

### 2007年
- 第三屆香港特別行政區政府宣誓就職
- 深港西部通道通車
- 皇后碼頭清場
- 恆生指數創歷史新高，收報31,638點
- 第三屆區議會選舉
- 兩鐵合併
- 香港立法會港島選區補選

### 2008年
- 民間電台被禁
- 2008年香港流行性感冒疫潮
- 尖山及沙田嶺隧道通車
- 龍鼓水道撞船事故
- 西貢南邊圍旅遊巴翻側事故
- 北京奧運聖火在香港傳遞
- 2008年6月香港暴雨
- 2008年夏季奧林匹克運動會馬術比賽在香港奧運馬術比賽場地舉行
- 嘉禾大廈大火
- 第四屆立法會選舉
- 金融海嘯爆發

### 2009年
- 香港人口突破700萬
- 人類豬型流感
- 康城站通車
- 九龍南綫通車
- 陳德霖接任金管局總裁
- 第五屆東亞運動會
- 香港足球代表隊於2009年東亞運動會足球比賽決賽奪冠

### 2010年
- 反高鐵運動爆發警民衝突
- 五區公投
- 馬頭圍道唐樓倒塌事件
- 2010年無綫電視貪污案
- 民主女神像及六四浮雕運走被送到中文大學安放
- 2012年政制方案獲得通過
- 馬尼拉人質事件
- 東龍洲海面發生撞船事件，釀成8死6傷。

### 2011年
- 最低工資正式實行
- 6000元計劃
- 馬頭圍道三級火
- 2011年香港人口普查
- 亞洲電視誤報前中國領導人江澤民死訊
- 國務院副總理李克強訪港
- 添馬艦發展工程完工，行政長官辦公室、政府總部及立法會均遷往該處
- 第四屆區議會選舉
- 2011年花園街排檔大火

### 2012年
- D&G禁止香港人攝影風波
- 唐英年大宅僭建風波
- 廉政公署立案調查曾蔭權疑似瀆職事件
- 最後一屆香港高級程度會考
- 第四屆特首選舉，梁振英擊敗唐英年及何俊仁當選。
- 首屆香港中學文憑考試舉行
- 通訊事務管理局成立
- 梁振英大宅僭建風波